# Дырино
Дырино — деревня в Городецком районе Нижегородской области. Входит в состав Бриляковского сельсовета.

## География
Деревня находится на расстоянии 22 км к северо-востоку от Городца, административного центра района.

### Часовой пояс
Деревня Дырино, как и вся Нижегородская область, находится в часовой зоне МСК (московское время). Смещение применяемого времени относительно UTC составляет +3:00.

## Население
| 2002 | 2010 |
| ---- | ---- |
| 34   | ↘28  |